# 稜一朗
稜一朗（りょういちろう、1977年4月23日 - ）は、日本の脚本家。本名、米倉領一郎。神奈川県出身、鎌倉学園中学校・高等学校、早稲田大学政治経済学部卒。

## 来歴
早稲田大学を卒業後、俳優として活動し、「ラストサムライ」などの映画・舞台に出演。その後、IT企業の経営を経て、ミャンマーやマレーシアで活動後、脚本家に。
代表作は、戦中の満州を舞台にした「霞色のライラック」。第一回国際和解映画祭で企画賞を受賞。株式会社ユナイテッド・パフォーマーズ・スタジオが主催するアップスシアターの脚本や運営に携わる。
妻は、女優・演出家の米倉リエナ。

## 作品

### 舞台
- 霞色のライラック(2023) アップスシアター
- わんす あぽな たいむ いん❤︎浅草 (2022)
- スカベンジャーズのアスカ (2022)　アップスシアター
- みんなのうた (2021)
- 霞色のライラック (2020)
- ドロドロの泥 (2020)
- 夏の桜　(2019)

### 映像・その他
- LOVE ME TENDER (2022年、spotify オーディオドラマ）
- 〜夢のオーディションバラエティー〜Dreamer Z （テレビ東京）
- 基礎英語0〜世界エイゴミッション〜 （NHK教育）